# Guatteria hirsuta
Guatteria hirsuta este o specie de plante angiosperme din genul Guatteria, familia Annonaceae, descrisă de Hipólito Ruiz López și Pav.. Conform Catalogue of Life specia Guatteria hirsuta nu are subspecii cunoscute.